# Kind Hearted Woman Blues
Kind Hearted Woman Blues – utwór bluesowy Roberta Johnsona nagrany 23 listopada 1936. Piosenka wydana została na singlu rok później. Było to pierwsze nagranie legendarnego gitarzysty. Do dziś zachowały się dwie wersje piosenki, z czego druga zawiera jedyną w karierze Johnsona nagraną solówkę gitarową.
Utwór nagrywany był przez wielu muzyków, między innymi Muddy’ego Watersa, Johnny’ego Wintera, George’a Thorogooda, Keb’ Mo’, czy Erica Claptona.